# 캡콤 파이팅 컬렉션
《캡콤 파이팅 컬렉션》은 《스트리트 파이터》 시리즈 35주년 기념작으로서 캡콤이 제작한 대전 격투 게임 합본이다. 5개의 《다크스토커즈》 게임들을 포함해 1994년부터 2003년까지 망라하는 캡콤이 제작한 총 10종의 격투 게임을 수록했다.
2022년 6월 24일 마이크로소프트 윈도우, 닌텐도 스위치, 플레이스테이션 4 및 엑스박스 원으로 전세계에 동시 출시됐다.

## 게임플레이
《캡콤 파이팅 컬렉션》은 캡콤이 개발한 10개의 대전 격투 게임들의 아케이드판을 수록했다.
- 《다크스토커즈》
  - 《다크스토커즈: 더 나이트 워리어즈》 (1994)
  - 《나이트 워리어즈: 다크스토커즈 리벤지》 (1995)
  - 《뱀파이어 세이비어: 더 로드 오브 뱀파이어》 (1997)
  - 《뱀파이어 헌터 2》 (1997)
  - 《뱀파이어 세이비어 2》 (1997)
- 《스트리트 파이터》
  - 《슈퍼 퍼즐 파이터 II 터보》 (1996)
  - 《슈퍼 젬 파이터 미니 믹스》 (1997)
- 기타
  - 《사이버보츠: 풀 메탈 매드니스》 (1995)
  - 《워저드》 (1996)
  - 《하이퍼 스트리트 파이터 II》 (2003)

## 반응
리뷰 애그리게이터 웹사이트 메타크리틱에서 《캡콤 파이팅 컬렉션》은 "대체적으로 긍정적인 평가"를 받았다.

### 내용주
1. ↑  영어: Capcom Fighting Collection, 일본어: カプコン ファイティング コレクション

### 참조주
1. 1 2  “Capcom Fighting Collection for PC Reviews”. 《Metacritic》. 2022년 6월 21일에 확인함.
2. 1 2  “Capcom Fighting Collection for Switch Reviews”. 《Metacritic》. 2022년 6월 21일에 확인함.
3. 1 2  “Capcom Fighting Collection for PlayStation 4 Reviews”. 《Metacritic》. 2022년 6월 21일에 확인함.
4. ↑  “Capcom Fighting Collection for Xbox One Reviews”. 《Metacritic》. 2022년 6월 21일에 확인함.
5. ↑  Fanelli, Jason (2022년 6월 21일). “Capcom Fighting Collection Review”. 《GameSpot》. 2022년 6월 21일에 확인함.
6. ↑  Shive, Chris (2022년 6월 21일). “Review: Capcom Fighting Collection”. 《Hardcore Gamer》. 2022년 6월 21일에 확인함.
7. ↑  Barrier, Ronny (2022년 6월 21일). “Capcom Fighting Collection Review”. 《IGN》. 2022년 6월 21일에 확인함.
8. ↑  Massey, Tom (2022년 6월 21일). “Capcom Fighting Collection Review (Switch eShop/Switch)”. 《Nintendo Life》. 2022년 6월 21일에 확인함.
9. ↑  Gipp, Stuart (2022년 6월 21일). “Capcom Fighting Collection Review (PS4)”. 《Push Square》. 2022년 6월 21일에 확인함.
10. ↑  Denzer, TJ (2022년 6월 21일). “Capcom Fighting Collection review: A punch treasure trove”. 《Shacknews》. 2022년 6월 21일에 확인함.
11. ↑  Musgrave, Shaun (2022년 6월 22일). “SwitchArcade Round-Up: Reviews Featuring ‘Capcom Fighting Collection’, Plus the Latest Releases and Sales”. 《TouchArcade》. 2022년 6월 22일에 확인함.